# Waabs
Waabs település Németországban, Schleswig-Holstein tartományban. Lakosainak száma 1445 fő (2023. december 31.).

## Népesség
A település népességének változása:
| Lakosok száma | 1317 | 1471 | 1440 | 1431 | 1432 | 1445 |
|               | 1975 | 2017 | 2019 | 2021 | 2022 | 2023 |